# Моґельниця (Плоцький повіт)
Моґельниця (пол. Mogielnica) — село в Польщі, у гміні Дробін Плоцького повіту Мазовецького воєводства.
Населення — 213 осіб (2011).
У 1975-1998 роках село належало до Плоцького воєводства.

## Демографія
Демографічна структура станом на 31 березня 2011 року:
|          | Загалом | Допрацездатний вік | Працездатний вік | Постпрацездатний вік |
| -------- | ------- | ------------------ | ---------------- | -------------------- |
| Чоловіки | 113     | 28                 | 73               | 12                   |
| Жінки    | 100     | 24                 | 53               | 23                   |
| Разом    | 213     | 52                 | 126              | 35                   |